# Abell 13
Abell 13 je planetarna meglica tipa 4 v ozvezdju Orion. Ima rdečkasto barvo in je zelo temna.